# George Dawes Green
Pour les articles homonymes, voir Green.
George Dawes Green, né en 1954 dans l'État de l'Idaho, est un écrivain américain, auteur de roman policier.

## Biographie
En 1994, il publie son premier roman La Saint-Valentin de l'homme des cavernes (The Caveman's Valentine) pour lequel il est lauréat du prix Edgar-Allan-Poe 1994 du meilleur premier roman. Ce roman est adapté en 2001 dans un film américain réalisé par Kasi Lemmons sous le titre éponyme.
Son second roman, La Jurée (The Juror), paru en 1995, est également adapté en 1996 dans un film américain au titre éponyme réalisé par Brian Gibson.

## Œuvre

### Romans
- The Caveman (1994) (autre titre The Caveman's Valentine) (1994) Publié en français sous le titre La Saint-Valentin de l'homme des cavernes, Paris, Éditions du Seuil, coll. « Seuil policiers », 1996  (ISBN 2-02-022201-9) ; réédition, Paris, Éditions du Seuil, coll. « Points » no 469, 1998  (ISBN 2-02-033418-6)
- The Juror (1995) Publié en français sous le titre La Jurée, Paris, Éditions du Seuil (1995)  (ISBN 2-02-022803-3) ; réédition, Paris, Éditions du Seuil, coll. « Points » no 295, 1996  (ISBN 2-02-030544-5)
- Ravens (2009) Publié en français sous le titre Jackpot, Paris, LGF, coll. « Le Livre de poche », 2014  (ISBN 978-2-253-17900-9)
- The Kingdoms of Savannah (2022)

## Prix et distinctions

### Prix
- Prix Edgar-Allan-Poe 1994 du meilleur premier roman pour The Caveman's Valentine[1]
- Gold Dagger Award 2023 pour The Kingdoms of Savannah[2]

## Adaptations
- 1996 : La Jurée (The Juror), film américain réalisé par Brian Gibson, adaptation de The Juror
- 2001 : The Caveman's Valentine, film américain réalisé par Kasi Lemmons, adaptation de The Caveman's Valentine